# Championnats d'Europe d'aviron 1902
Navigation
Édition précédente Édition suivante
Les championnats d'Europe d'aviron 1902, dixième édition des championnats d'Europe d'aviron, ont lieu en 1902 à Kehl, en Allemagne.